# Moschee von Saatlı

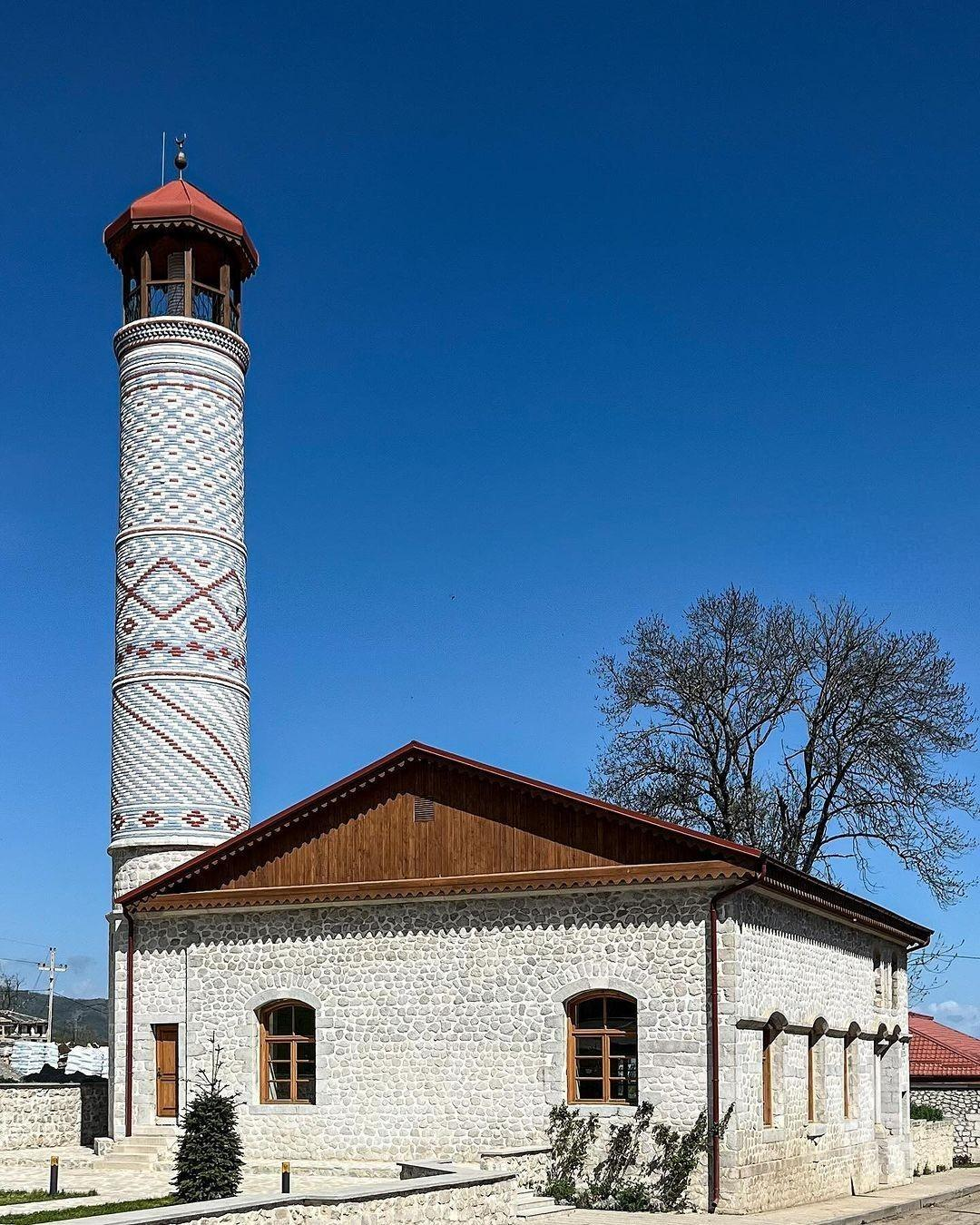
Moschee von Saatli nach der Sanierung 2021

Moschee von Saatlı (aserbaidschanisch Saatlı məscidi) ist ein schiitisches Gotteshaus in der Stadt Şuşa (Schuscha) in der Region Bergkarabach in Aserbaidschan.

## Geschichte und Architektur
Die Moschee von Saatlı befindet sich im gleichnamigen Viertel der Stadt Şuşa. Sie wurde als eines der letzten Bauwerke im Jahr 1883 vom aserbaidschanischen Architekten Karbalaji Safi-Chan Karabagi errichtet. Die architektonische Gestalt orientiert sich im Kern an der Bautradition sämtlicher religiöser Stätten der Region (wie etwa die Obere Gowhar-Agha-Moschee, Untere Gowhar-Agha-Moschee, Moschee in Ağdam etc.).
Charakteristisch für alle sich in Karabach befindenden heiligen Bauten verfügt die Moschee von Saatlı über eine Gebetshalle mit drei Schiffen und über ein Backstein-Minarett mit einer speziell gemusterten Dekoration. Anstelle einer kleinen Kabine auf dem Dach wurde ein hohes ausgeschmücktes Minarett mit einem isolierten Eingang konstruiert.

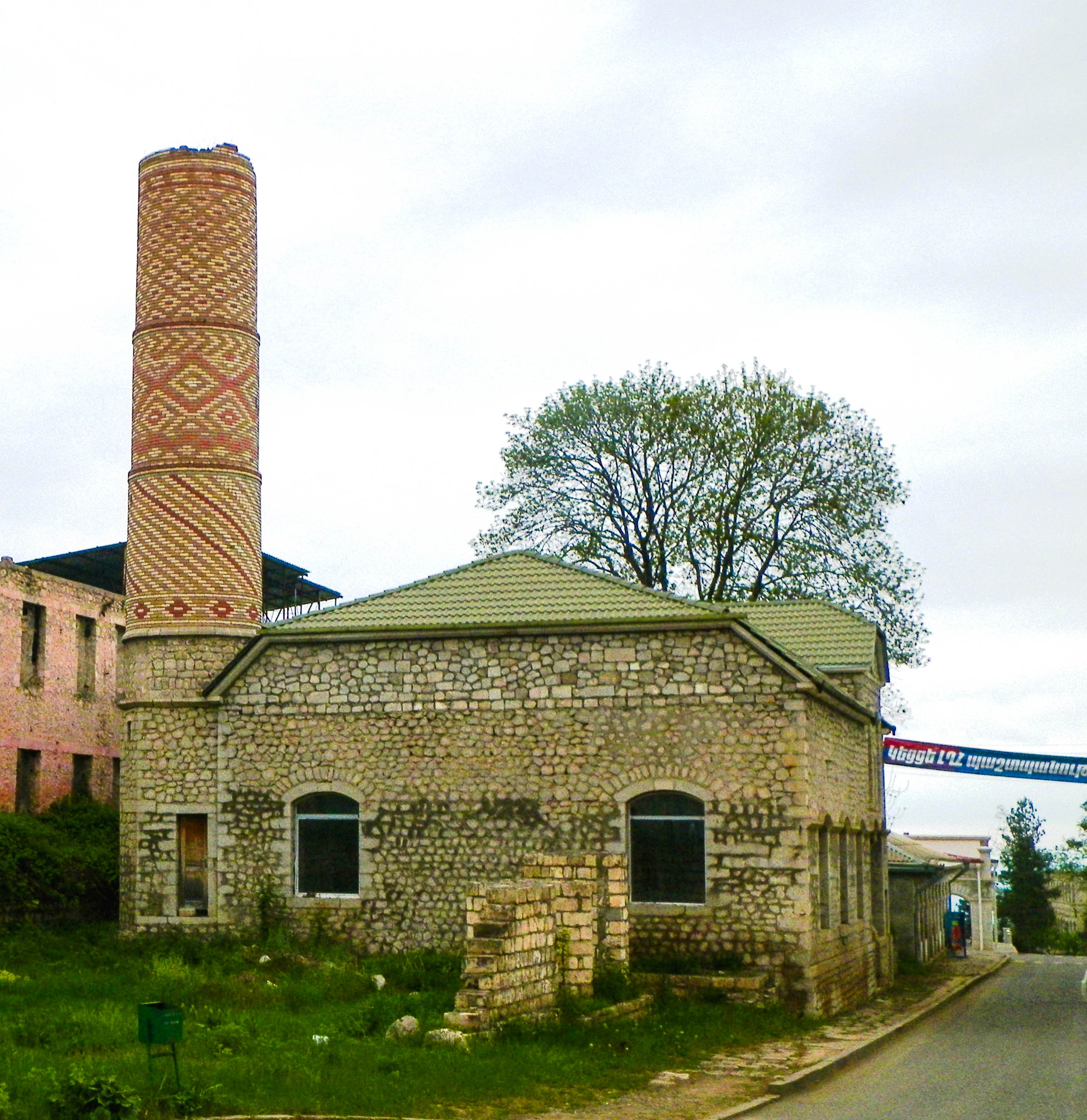
Bild der Moschee aus 2013

Nach der Vertreibung der aserbaidschanischen Bewohner von Şuşa als Folge der armenischen Besatzung im Mai 1992 kam die Moschee mit der Zeit herunter und befand sich bis zur Rückeroberung der Stadt durch aserbaidschanische Streitkräfte im November 2020 im halbzerstörten Zustand.